# Nelo crescens
Nelo crescens är en fjärilsart som beskrevs av W. Warren 1904. Nelo crescens ingår i släktet Nelo och familjen mätare. Inga underarter finns listade i Catalogue of Life.